# Mary Browne
Mary Kendall Browne (Condado de Ventura, 21 de Abril de 1932) foi uma tenista estadunidense.

## Grand Slam finais

### Simples (3 títulos 2 vices
| Resultado | Ano  | Campeonato         | Oponente                | Placar        |
| Campeã    | 1912 | U.S. Championships | Eleonora Sears          | 6–4, 6–2      |
| Campeã    | 1913 | U.S. Championships | Dorothy Green           | 6–2, 7–5      |
| Campeã    | 1914 | U.S. Championships | Marie Wagner            | 6–2, 1–6, 6–1 |
| Vice      | 1921 | U.S. Championships | Molla Bjurstedt Mallory | 6–4, 4–6, 2–6 |
| Vice      | 1926 | Aberto da França   | Suzanne Lenglen         | 1–6, 0–6      |